# Chambao (album)
Chambao è un omonimo album del gruppo musicale spagnolo Chambao, prodotto da Carlos Raya e pubblicato nel 2012.

## Tracce
1. Al aire (con Chucho Valdés, Carles Benavent e Josemi Carmona)
2. Lo mejor pa' tí
3. La verdad mentira
4. Miedo por dentro
5. Los sueños
6. El vaivén
7. Beliche
8. Buenos consejos
9. Llévalo contigo (con Josemi Carmona)
10. Desde mi balcón
11. Madre tierra (con Ismael Tamayo)